# Poderico (famiglia)
La famiglia Poderico, detta anticamente Soderico, è stata una nobile famiglia napoletana.
Già feudataria nel 1258, nel 1269 faceva già parte della milizia urbana napoletana e con l'affiliazione al Seggio di Montagna, accrebbe progressivamente il proprio prestigio aristocratico.  Nel 1586 vestì l'abito di Malta.

## Membri della famiglia
- Atenato (Attanasio) Poderico, partecipò come cavaliere alla giostra organizzata a Barletta dal re Manfredi di Svevia in onore dell’Imperatore Baldovino II di Costantinopoli.
- Angelo Poderico, nel 1270 fu nominato Credenziere del sale.
- Bartolomeo Poderico (Pulderico), nel 1298 compare come giudice della città di Napoli.
- Lorenzo Poderico, nato a Napoli tra la fine del XIII secolo e gli inizi del XIV secolo, fu lettore di giurisprudenza nello Studio di Napoli, del quale fu anche rettore a partire dal 1351, carica che conservò fino al 1358, anno della sua morte. Fu consigliere a corte della regina Giovanna I (1343-1382). A lui vengono attribuite anche le postille del Codice Filippino della Biblioteca oratoriana dei Girolamini di Napoli, un importante codice dantesco. Da un epitaffio, di cui è pervenuta la trascrizione, pare che sia morto il 29 aprile 1358.
- Matteo Poderico, nel 1403 era presidente della regia Camera e consigliere del re Ladislao I di Napoli e della regina Giovanna II come esperto in giurisprudenza.
- Antonio Poderico, nel 1440 era maestro razionale della gran Corte, consigliere del re e presidente della regia Camera.
- Giovanni Maria Poderico (????,1524), figlio di Giovanni Antonio e fratello di Paolo Antonio, nonché nipote Berardino Poderico. Nel 1491 fu eletto arcivescovo di Nazareth da Papa Innocenzo VIII; fu poi arcivescovo di Taranto dal 24 aprile 1510 al 1524, anno della sua morte.
- Giovanni Antonio Poderico, sposò Lucrezia Montefalcione, detta Vannella, con la quale ebbe due figli: Antonio, nato a Napoli il 17 luglio 1541 e Ottavio, nato il 1º giugno 1549; il primogenito ereditò dalla madre il feudo di Montefalcione, nel Principato Ultra, ed il 22 agosto 1584 ottenne dal re Filippo II di Spagna il titolo di marchese su tale feudo.
- Paolo Poderico, figlio del citato Antonio e di Vittoria de Sangro, nel 1586 ereditò feudi e titoli; nel 1591 sostenne una lite contro Giovan Francesco Gargano, barone di Prata, per questioni di confine della contrada Arboro de Spina. Nel 1601 il Tribunale del Sacro Regio Consiglio vendette a Giovan Battista Tocco, conte di Montemiletto, la baronia delle Serre, i casali di Manicalzati e Pratola, e la terra di Montefalcione, suoi possedimenti.
- Ottavio Poderico, fu vescovo della Diocesi di Umbriatico dal 27 maggio 1647 al 1650, anno della sua morte.
- Luigi Poderico (1609-1675), nel 1646 fece parte della resistenza all'assedio di Orbetello da parte del principe Tommaso Francesco di Savoia; due anni dopo inseguì e fece prigioniero, nei pressi di Morrone[non chiaro], il duca Enrico II di Guisa in fuga da Napoli; in Galizia comandò le truppe spagnole contro i portoghesi.

## Curiosità
Fulcro della vita dei Poderico fu la Chiesa di Sant'Agnello Maggiore, santo dal quale vantavano la discendenza. Grazie all'interessamento dell'arcivescovo Giovanni Maria Poderico, molto devoto al santo, nel 1517 fu ristrutturata la navata della chiesa e fu eretto l'altare maggiore, con statue scolpite ad opera di Girolamo Santacroce, sotto il quale furono trasportate le spoglie del santo.